# Carl Otto Selbach
Carl Otto Selbach (* 18. August 1843 in Cürten; † 20. Juni 1915 in Niederlahnstein) war ein deutscher Politiker. Von 1874 bis 1904 war er Bürgermeister der Stadt Euskirchen.

## Leben
Selbach war vom 1. Oktober 1874 bis zum 30. September 1904 30 Jahre lang Bürgermeister der Stadt Euskirchen. Er war in der Bevölkerung sehr anerkannt und wurde nach seiner ersten Amtsperiode 1886 einstimmig für zwölf weitere Jahre als Bürgermeister bestätigt. Während seiner Amtszeit verdoppelte sich die Einwohnerzahl Euskirchens von etwa 5500 auf 10500. Selbach hat sich stark für die Verbesserung der Infrastruktur in der Stadt engagiert. So gründete er 1876 die Freiwillige Feuerwehr und baute 1885 die Martinsschule und 1886 das Postamt am Bahnhofsvorplatz. Unter ihm wurden 1887 die Euskirchener Wasserwerke gegründet und das Amtsgerichts in der Kirchstraße gebaut. Er setzte sich für den Anschluss Euskirchens an das Eisenbahnnetz ein und sorgte für den von 1900 bis 1901 dauernden Um- und Anbau des alten Rathauses.
Anlässlich seines 25-jährigen Dienstjubiläums als Bürgermeister verlieh ihm die Stadt Euskirchen am 7. November 1899 das Ehrenbürgerrecht.